# ساوالیفکا
ساوالیفکا (به لاتین: Savelyevka) یک منطقهٔ مسکونی در روسیه است که در استان آمور واقع شده‌است.